# Christopher O'Connell
Christopher O'Connell (Sydney, 3 giugno 1994) è un tennista australiano.
In singolare ha vinto diversi incontri nel circuito maggiore e vari titoli nei circuiti minori. Si è spinto per alcune volte fino al terzo turno nelle prove del Grande Slam. Il suo miglior ranking ATP è il 53º posto del settembre 2023. In doppio non è andato oltre il 460º posto del marzo 2022.

## Carriera
Fa il suo debutto nel tabellone principale di un torneo ATP a gennaio del 2017, qualificandosi all'Apia International di Sydney, e viene subito sconfitto da Gastão Elias. A febbraio dello stesso anno ottiene una wild card per il tabellone principale dell'Australian Open, sua prima partecipazione in un Grande Slam, e viene eliminato al primo turno da Grigor Dimitrov.
Nel 2020 riceve un'altra wild card per l'Australian Open e anche questa volta non va oltre il primo turno, sconfitto in quattro set da Andrej Rublëv. Esce al primo turno anche nel torneo di doppio, dove gareggia grazie a una wild card insieme a Andrew Harris.
Nel febbraio 2021 vince il suo primo incontro nel circuito maggiore sconfiggendo in rimonta Dominik Koepfer al primo turno del Great Ocean Road Open di Melbourne. Vince per la prima volta un incontro anche ai successivi Australian Open con il successo al terzo set su Jan-Lennard Struff e viene eliminato da Radu Albot. A fine luglio raggiunge per la prima volta i quarti di finale in un torneo ATP ad Atlanta, elimina tra gli altri il nº 23 del mondo Jannik Sinner e viene sconfitto in rimonta da John Isner.
Si spinge fino al terzo turno agli Australian Open 2022 sconfiggendo Hugo Gaston e il nº 13 del mondo Diego Schwartzman, per poi cedere al quarto set contro Maxime Cressy. Raggiunge il terzo turno anche nel torneo di doppio insieme a Jason Kubler. Consegue altri buoni risultati nel periodo successivo, ad aprile vince il Challenger di Spalato, raggiunge il secondo turno all'ATP di Ginevra e dopo la finale disputata in luglio al Challenger di Porto, durante la quale è costretto al ritiro, entra per la prima volta nella top 100, alla 97ª posizione. Torna a giocare dopo un mese e a settembre disputa la sua prima semifinale ATP a San Diego, e viene sconfitto da Brandon Nakashima dopo aver eliminato i top 100 Jason Kubler, Jeffrey John Wolf e Jenson Brooksby. A novembre vince il Challenger di Yokohama e dopo la semifinale persa a quello successivo di Kobe porta il best ranking alla 78ª posizione.
Il 4 luglio 2023 trova la prima vittoria a Wimbledon superando Hamad Međedović. Ha quindi la meglio su Jiří Veselý e al terzo turno cede dopo tre tie-break a Christopher Eubanks.

## Statistiche
Aggiornate al 25 gennaio 2025

### Tornei minori

#### Singolare

##### Vittorie (15)
| Legenda tornei minori |
| Challenger (6)        |
| ITF (9)               |

| N.  | Data              | Torneo                                              | Superficie  | Avversario in finale     | Punteggio           |
| 1.  | 8 giugno 2014     | Croatia F12, Bol                                    | Terra rossa | Gaston-Arturo Grimolizzi | 7–6(4), 3–6, 7–6(1) |
| 2.  | 28 febbraio 2016  | Australia F1, Port Pirie                            | Cemento     | Blake Mott               | 7–6(6), 3–6, 6–2    |
| 3.  | 24 luglio 2016    | Serbia F1, Belgrado                                 | Terra rossa | Nerman Fatić             | 6–4, 6–1            |
| 4.  | 14 agosto 2016    | Serbia F4, Novi Sad                                 | Terra rossa | Stefano Travaglia        | 7–6(6), 6–4         |
| 5.  | 16 ottobre 2016   | Australia F8, Cairns                                | Cemento     | Blake Mott               | 0–6, 6–2, 6–4       |
| 6.  | 20 novembre 2016  | Australia F10, Blacktown                            | Cemento     | Max Purcell              | 6–2, 6–2            |
| 7.  | 28 aprile 2019    | M15 Antalya, Adalia                                 | Terra rossa | Jonas Forejtek           | 2–6, 6–4, 6–1       |
| 8.  | 19 maggio 2019    | M25 Doboj, Doboj                                    | Terra rossa | Botic van de Zandschulp  | 6–4, 7–6(1)         |
| 9.  | 23 giugno 2019    | M15 Balatonalmadi, Balatonalmádi                    | Terra rossa | Gergely Madarasz         | 6–3, 6–1            |
| 10. | 18 agosto 2019    | Internazionali del Friuli Venezia Giulia, Cordenons | Terra rossa | Jeremy Jahn              | 7–5, 6–2            |
| 11. | 13 ottobre 2019   | ATP Challenger Fairfield, Fairfield                 | Cemento     | Steve Johnson            | 6–4, 6–4            |
| 12. | 24 aprile 2022    | Split Open, Spalato                                 | Terra rossa | Zsombor Piros            | 6–3, 2–0 rit.       |
| 13. | 6 novembre 2022   | Keio Challenger, Yokohama                           | Cemento     | Yosuke Watanuki          | 6–1, 6(5)–7, 6–3    |
| 14. | 10 settembre 2023 | Shanghai Challenger, Shanghai                       | Cemento     | Yosuke Watanuki          | 6–3, 7–5            |
| 15. | 15 settembre 2024 | Guangzhou Huangpu Open, Canton                      | Cemento     | Sho Shimabukuro          | 1–6, 7–5, 7–6(5)    |

##### Sconfitte (12)
| Legenda tornei minori |
| Challenger (4)        |
| ITF (8)               |

| N.  | Data              | Torneo                          | Superficie  | Avversario in finale | Punteggio         |
| 1.  | 27 marzo 2016     | Australia F4, Mornington        | Terra rossa | Andrew Whittington   | 5–7, 3–6          |
| 2.  | 24 marzo 2019     | M25 Mornington, Mornington      | Terra rossa | Harry Bourchier      | 4–6, 4–6          |
| 3.  | 31 marzo 2019     | M25 Mornington, Mornington      | Terra rossa | Harry Bourchier      | 4–6, 6–4, 3–6     |
| 4.  | 14 aprile 2019    | M15 Antalya, Adalia             | Terra rossa | Ronald Slobodchikov  | 6(5)–7, 6–3, 1–6  |
| 5.  | 21 aprile 2019    | M15 Antalya, Adalia             | Terra rossa | Christopher Heyman   | 6–4, 3–6, 6(0)–7  |
| 6.  | 26 maggio 2019    | M15 Brcko, Brčko                | Terra rossa | Juan Pablo Ficovich  | 4–6, 4–6          |
| 7.  | 2 giugno 2019     | M25 Kiseljak, Kiseljak          | Terra rossa | Francisco Cerúndolo  | 6–3, 2–6, [4–10]  |
| 8.  | 14 luglio 2019    | M25 Casinalbo, Casinalbo        | Terra rossa | Christian Lindell    | 6(5)–7, 7–5, 3–6  |
| 9.  | 22 settembre 2019 | Sibiu Open, Sibiu               | Terra rossa | Danilo Petrović      | 4–6, 2–6          |
| 10. | 10 novembre 2019  | Knoxville Challenger, Knoxville | Cemento (i) | Michael Mmoh         | 4–6, 4–6          |
| 11. | 5 settembre 2021  | Saint-Tropez Open, Saint-Tropez | Cemento     | Benjamin Bonzi       | 7–6(10), 1–6 rit. |
| 12. | 10 luglio 2022    | Porto Open, Porto               | Cemento     | Altuğ Çelikbilek     | 6(5)–7, 1–3 rit.  |

#### Doppio

##### Vittorie (1)
| Legenda tornei minori |
| Challenger (0)        |
| Futures (1)           |

| N  | Data              | Torneo           | Superficie  | Compagno     | Avversari in finale    | Punteggio |
| 1. | 14 settembre 2014 | Croatia F17, Bol | Terra rossa | Jonny O'Mara | Blaz Bizjak Peter Mick | 6–2, 6–4  |

##### Sconfitte (2)
| N  | Data            | Torneo                  | Superficie | Compagno        | Avversari in finale              | Punteggio |
| 1. | 19 ottobre 2014 | Australia F8, Toowoomba | Cemento    | Jake Eames      | Jarmere Jenkins Mitchell Krueger | 2–6, 2–6  |
| 2. | 1 marzo 2015    | Australia F1, Adelaide  | Cemento    | Steven de Waard | Carsten Ball Matt Reid           | 4–6, 3–6  |